# Jan Ghyselinck
Jan Ghyselinck, né le 24 février 1988 à Tielt, est un coureur cycliste belge, professionnel de 2010 à 2015.

## Biographie

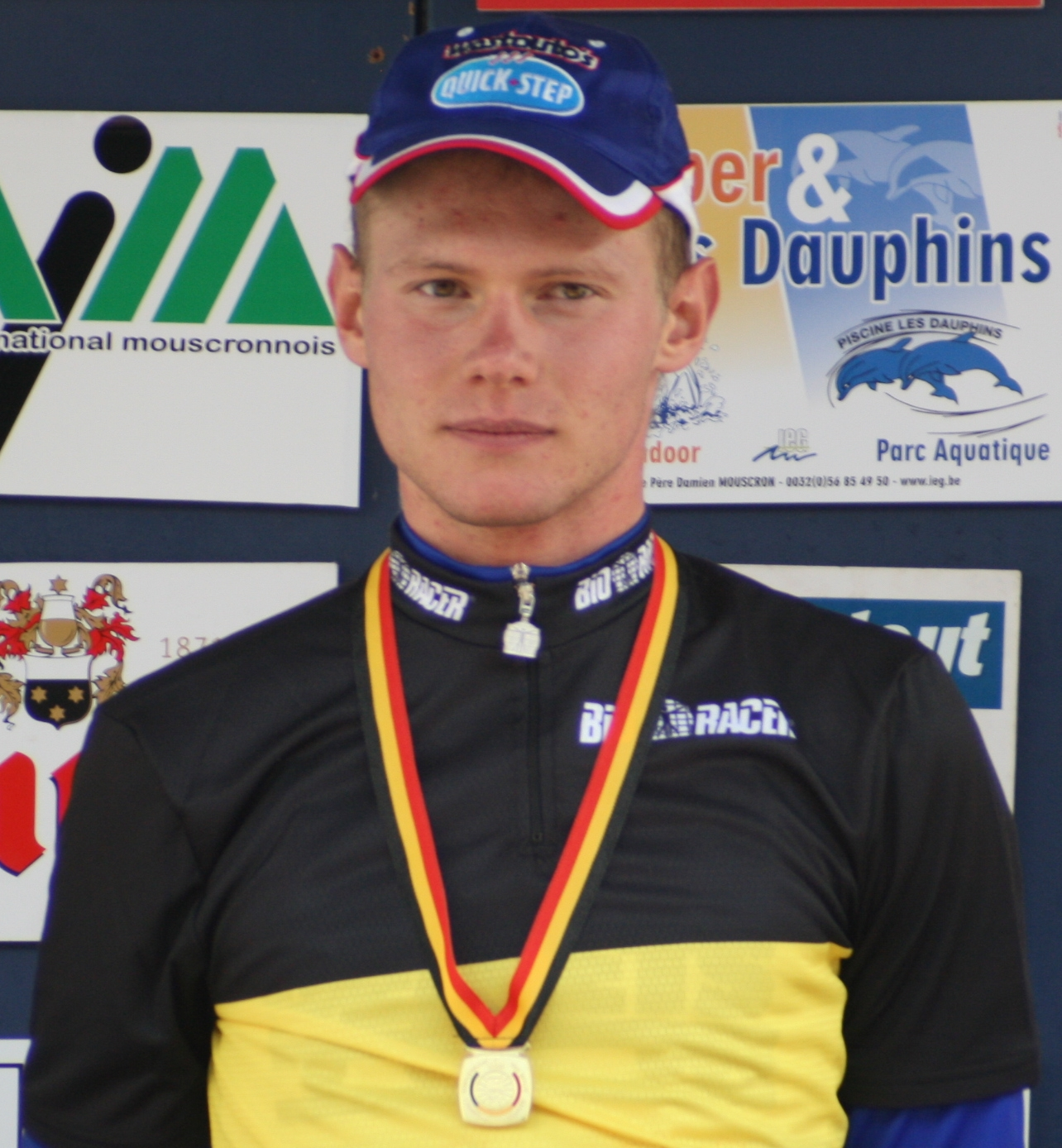
Jan Ghyselinck vainqueur du championnat de Belgique espoirs du contre-la-montre 2008.

Fort de ses bons résultats et après deux saisons en amateurs avec Beveren 2000, il rejoindra l'équipe HTC-Columbia à partir de 2010. À la suite de l'arrêt de HTC-Highroad, il rejoint en 2012 l'équipe française Cofidis.
Ghyselinck termine 152e du Tour de France 2012, son premier grand tour. 
Il met un terme à sa carrière à l'issue de la saison 2016.

## Palmarès
- 2004
  -  Champion de Belgique du contre-la-montre débutants
- 2005
  -  Champion de Belgique du contre-la-montre juniors
  - Prologue de la Ster van Zuid-Limburg
  - Tour des Flandres juniors
  - Tour de Toscane juniors :
    - Classement général
    - 1re étape

  - 4e étape du Sint-Martinusprijs Kontich
- 2006
  -  Champion de Belgique du contre-la-montre juniors
  - La Bernaudeau Junior
  - Classement général de la Ster van Zuid-Limburg
  - Classique des Alpes juniors
  - Gand-Menin
  - Flèche Plédranaise
  - 2e du Kuurnse Leieomloop
  - 3e du championnat de Belgique sur route juniors
- 2007
  - 3e étape du Triptyque ardennais
  - Prologue du Tour des Pays de Savoie
  - 2e du Triptyque ardennais
  - 2e du championnat de Belgique du contre-la-montre espoirs
- 2008
  -  Champion de Belgique du contre-la-montre espoirs
  - Trofee van Haspengouw
  - 3e du Tour des Flandres espoirs
  - 3e de Liège-Bastogne-Liège espoirs
- 2009
  - Flèche flamande
  - 2e étape du Triptyque des Monts et Châteaux (contre-la-montre)
  - Tour des Flandres espoirs
  - 3e du Triptyque des Monts et Châteaux
  - 3e du Tour de Bretagne
  - 3e du Circuit Het Nieuwsblad espoirs
  - 3e du Mémorial Danny Jonckheere
  - 9e du championnat d'Europe du contre-la-montre espoirs
- 2010
  - Circuit Mandel-Lys-Escaut
- 2014
  - Polynormande
- 2016
  - Champion de Flandre-Occidentale du contre-la-montre

## Résultats sur les grands tours

### Tour de France
1 participation
- 2012 : 152e

## Classements mondiaux
| Année           | 2008 | 2009 | 2010 | 2011 | 2012 | 2013 | 2014 |
| --------------- | ---- | ---- | ---- | ---- | ---- | ---- | ---- |
| UCI Europe Tour | 478e | 93e  |      |      | 516e | 756e | 93e  |